# Elisabeth Hartnagel
Elisabeth Hartnagel (* 27. Februar 1920 in Forchtenberg als Elisabeth Scholl; † 28. Februar 2020 in Stuttgart) war als Schwester von Hans und Sophie Scholl Verfolgte des NS-Regimes sowie Zeitzeugin.

## Leben
Elisabeth Hartnagel wuchs zusammen mit ihren Geschwistern Inge (1917–1998), Hans (1918–1943), Sophie (1921–1943) und Werner (1922–1944) sowie dem Halbbruder Ernst Gruele (1915–1991) bis 1930 in Forchtenberg, von 1930 bis 1932 in Ludwigsburg und ab 1932 in Ulm auf. Von ihrer Mutter Magdalena (1881–1958), die bis zur Eheschließung Diakonisse gewesen war, und ihrem Vater Robert Scholl, einem Liberalen, wurde sie zu christlichen Werten erzogen. Ihre Geschwister folgten zunächst begeistert dem Nationalsozialismus und waren Mitglieder im Bund Deutscher Mädel bzw. in der Hitlerjugend, wandten sich später jedoch ab.
Ihre Geschwister Hans und Sophie sowie weitere Studenten beteiligten sich an der Herstellung und Verbreitung von Flugblättern der studentischen Widerstandsgruppe „Weiße Rose“, die zu klaren Entscheidungen gegen die Diktatur Hitlers aufrief. Von der Verhaftung ihrer Geschwister am 18. Februar 1943 erfuhr Elisabeth Scholl aus der Zeitung. Vier Tage später, am 22. Februar, wurden Hans und Sophie Scholl und ihr Kommilitone Christoph Probst in München vom Volksgerichtshof unter Vorsitz des aus Berlin angereisten Richters Roland Freisler zum Tode verurteilt. Gegen 17 Uhr wurden die Verurteilten im Strafgefängnis München-Stadelheim enthauptet. Bei der Beisetzung von Hans und Sophie Scholl am 24. Februar waren die Eltern und die Geschwister Inge, Elisabeth, Werner und Traute Lafrenz anwesend. Drei Tage später, an Elisabeths 23. Geburtstag, wurde die Familie Scholl in Ulm in Sippenhaft genommen, außer dem Bruder Werner, der nach seinem Heimaturlaub wieder auf dem Weg an die Ostfront war. Elisabeth Scholl erkrankte in der „Schutzhaft“ schwer und wurde nach zwei Monaten als Erste wieder entlassen.
Im Oktober 1945 heiratete sie Fritz Hartnagel (1917–2001), den Verlobten ihrer ermordeten Schwester. Das Ehepaar Hartnagel bekam vier Söhne: Thomas (* 1947), Jörg (* 1949), Klaus (* 1952) und Martin (* 1956).
Elisabeth und Fritz Hartnagel waren Mitglieder der SPD und engagierten sich in den 1950er Jahren gegen die Wiederbewaffnung. In den 1960er Jahren beteiligten sie sich an der Anti-Atomkraftbewegung und an ersten Bürgerinitiativen der Umweltbewegung. In den 1970er Jahren beteiligten sie sich an der Friedensbewegung. Nach dem Tod von Fritz Hartnagel 2001 trat Elisabeth als Zeitzeugin in Schulen und anderen Bildungseinrichtungen auf.
Sie starb am 28. Februar 2020, einen Tag nach ihrem 100. Geburtstag. Sie wurde auf dem Friedhof in Stuttgart-Berg neben ihrem Mann beigesetzt.